# Encaumaptera stigmata
Encaumaptera stigmata is een vlinder uit de familie van de Metarbelidae. De wetenschappelijke naam van de soort is voor het eerst gepubliceerd in 1892 door George Francis Hampson.
De soort komt voor in Zuid-India en Sri Lanka.